# Liste der Kulturdenkmale in Grabfeld (Gemeinde)
Die Liste der Kulturdenkmale in Grabfeld umfasst die als Ensembles, Straßenzüge und Einzeldenkmale erfassten Kulturdenkmale in der thüringischen Gemeinde Grabfeld im Landkreis Schmalkalden-Meiningen mit dem Stand vom 24. Februar 2025.
Die Angaben in der Liste ersetzen nicht die rechtsverbindliche Auskunft der zuständigen Denkmalschutzbehörde.

## Legende
- Bild: zeigt ein Bild des Kulturdenkmals und gegebenenfalls einen Link zu weiteren Fotos des Kulturdenkmals im Medienarchiv Wikimedia Commons
- Bezeichnung: Name, Bezeichnung oder die Art des Kulturdenkmals
- Lage: Wenn vorhanden Straßenname und Hausnummer des Kulturdenkmals; Grundsortierung der Liste erfolgt nach dieser Adresse. Der Link Karte führt zu verschiedenen Kartendarstellungen und nennt die Koordinaten des Kulturdenkmals.
 Kartenansicht, um Koordinaten zu setzen – in dieser Kartenansicht sind Kulturdenkmale ohne Koordinaten mit einem roten bzw. orangen Marker dargestellt und können in der Karte gesetzt werden. Kulturdenkmale ohne Bild sind mit einem blauen bzw. roten Marker gekennzeichnet, Kulturdenkmale mit Bild mit einem grünen bzw. orangen Marker.
- Datierung: gibt das Jahr der Fertigstellung beziehungsweise das Datum der Erstnennung oder den Zeitraum der Errichtung an
- Beschreibung: bauliche und geschichtliche Einzelheiten des Kulturdenkmals, vorzugsweise die Denkmaleigenschaften
- ID: Die ID identifiziert das Kulturdenkmal eindeutig. In Thüringen sind aktuell keine IDs veröffentlicht. In der ID-Spalte kann sich auch folgendes Icon  befinden, dies führt zu Angaben zu diesem Kulturdenkmal bei Wikidata.

## Ensembles
| Bild | Bezeichnung                                                         | Lage | Datierung | Beschreibung | ID |
| --- | ------------------------------------------------------------------- | --- | --------- | ------------ | -- |
| weitere Bilder Fotos hochladen | Bauliche Gesamtanlage Jüdischer Friedhof                            | Bauerbach, südöstlich an der Krackenwand auf einer Anhöhe im Wald (Karte) |           |              |    |
| BW | Bauliche Gesamtanlage Ehemalige Grenzanlage der DDR                 | Behrungen, zwischen Behrungen und Mendhausen (Karte) |           |              |    |
| [[Vorlage:Bilderwunsch/code!/O:!/C:50.469415,10.438079!/D:Burgweg 2, 4; Aschengasse 1, 3, 4; Bibraer Straße 15, 17, 19, 21, 23, 25, 27, 29, 30, 32, 34, 38; Obere Dorfstraße 1, 3, 4, 5, 6, 7, 12, 14, 16, 18, 20, 22, 24; Untere Dorfstraße 2, 4, 21; Wassergasse 2, 3, 4, 5, 6, 7, 8, 9, 10, 11, 12, 13, 14, 15, 16, 17, 18, 19, 21, 23, 25, Bauliche Gesamtanlage Historischer Ortskern Bibra!/\|BW]] | Bauliche Gesamtanlage Historischer Ortskern Bibra                   | Bibra, Burgweg 2, 4; Aschengasse 1, 3, 4; Bibraer Straße 15, 17, 19, 21, 23, 25, 27, 29, 30, 32, 34, 38; Obere Dorfstraße 1, 3, 4, 5, 6, 7, 12, 14, 16, 18, 20, 22, 24; Untere Dorfstraße 2, 4, 21; Wassergasse 2, 3, 4, 5, 6, 7, 8, 9, 10, 11, 12, 13, 14, 15, 16, 17, 18, 19, 21, 23, 25 (Karte) |           |              |    |
| Direkt Bild zu diesem Denkmal hochladen | Kennzeichnendes Straßenbild Dorfstraße Exdorf                       | Exdorf, Dorfstraße 5, 7, 12, 13, 14, 15, 55, 57, 79, 88; |           |              |    |
| BW | Bauliche Gesamtanlage Historischer Ortskern Jüchsen                 | Jüchsen, Gutsstraße 1 & 2 & 3 & 3a; Markt 1 & 5 & 6 & 9 & 9a; Pfarrgasse 2; Queckgasse 2 & 4 & 12; Tannenberg 2 (Karte) |           |              |    |
| BW | Kennzeichnendes Ortsbild Dorfanlage Nordheim mit Rathaus und Kirche | Nordheim (Karte) |           |              |    |
| [[Vorlage:Bilderwunsch/code!/O:!/C:50.450659,10.453706!/D:Bachgasse 73 & 78a & 79-80 & 85-86 & 86a & 97-98 & 112-116; Hauptstraße 1a & 1b & 2 & 3a & 9 & 10 & 13 & 14 & 15 & 15a & 15 b & 18 & 20 & 22 & 24 & 26 & 27 & 28 & 29 & 30 & 62 & 63 & 72 & 117 & 117a; Pfarrgasse 74, Kennzeichnendes Ortsbild Queienfeld!/\|BW]]                                                                             | Kennzeichnendes Ortsbild Queienfeld                                 | Queienfeld, Bachgasse 73 & 78a & 79-80 & 85-86 & 86a & 97-98 & 112-116; Hauptstraße 1a & 1b & 2 & 3a & 9 & 10 & 13 & 14 & 15 & 15a & 15 b & 18 & 20 & 22 & 24 & 26 & 27 & 28 & 29 & 30 & 62 & 63 & 72 & 117 & 117a; Pfarrgasse 74 (Karte)                                                          |           |              |    |
| [[Vorlage:Bilderwunsch/code!/O:!/C:50.455895,10.371737!/D:Zum Töpfermarkt (ehemalig Hinterdorf) 1-11, 13, 15; Alte Weinstraße (ehemalige Hauptstraße) 15, 17, 18, 19, 21, 23, 27; Schloßgartenweg 1-9, 11-13, 15; Schloßweg 2, Bauliche Gesamtanlage Historischer Ortskern Schwickershausen!/\|BW]] | Bauliche Gesamtanlage Historischer Ortskern Schwickershausen        | Schwickershausen, Zum Töpfermarkt (ehemalig Hinterdorf) 1-11, 13, 15; Alte Weinstraße (ehemalige Hauptstraße) 15, 17, 18, 19, 21, 23, 27; Schloßgartenweg 1-9, 11-13, 15; Schloßweg 2 (Karte) |           |              |    |

## Kulturdenkmale nach Gemarkungen

### Bauerbach
| Bild                           | Bezeichnung                   | Lage                                                                 | Datierung | Beschreibung                             | ID |
| ------------------------------ | ----------------------------- | -------------------------------------------------------------------- | --------- | ---------------------------------------- | -- |
| BW                             | Backhaus                      | Bauerbach, Backhausgasse 17 (Karte)                                  |           |                                          |    |
| weitere Bilder Fotos hochladen | Schiller-Museum, Schillerhaus | Bauerbach, Friedrich-Schiller-Straße 1 (Karte)                       |           |                                          |    |
| BW                             | zwei Haustüren                | Bauerbach, Friedrich-Schiller-Straße 2 (Karte)                       |           |                                          |    |
| BW                             | Hoftor                        | Bauerbach, Friedrich-Schiller-Straße 2 (Karte)                       |           |                                          |    |
| BW                             | Fries                         | Bauerbach, Friedrich-Schiller-Straße 5 (Karte)                       |           | Erinnerungsfries an Schillers Aufenthalt |    |
| BW                             | Evangelische Dorfkirche       | Bauerbach, Friedrich-Schiller-Straße 8 (Karte)                       |           | mit Ausstattung                          |    |
| BW                             | Kirchhof                      | Bauerbach, Friedrich-Schiller-Straße 8 (Karte)                       |           |                                          |    |
| Fotos hochladen                | Gasthaus Zum braunen Roß      | Bauerbach, Friedrich-Schiller-Straße 17 (Karte)                      |           |                                          |    |
| BW                             | Nebengebäude                  | Bauerbach, Friedrich-Schiller-Straße 17 (Karte)                      |           |                                          |    |
| BW                             | Brunnen                       | Bauerbach, Henneberger Straße o. Nr., L2626, Flurstück 19/18 (Karte) |           |                                          |    |
| BW                             | Distanzstein                  | Bauerbach, Henneberger Straße o. Nr., L2626 (Karte)                  |           |                                          |    |

### Behrungen
| Bild                                    | Bezeichnung                    | Lage | Datierung | Beschreibung                                            | ID |
| --------------------------------------- | ------------------------------ | --- | --------- | ------------------------------------------------------- | -- |
| BW                                      | Gehöft                         | Am Manger 1 (Karte) |           | Flurstück 27                                            |    |
| BW                                      | Wohnhaus                       | Am Manger 3 (Karte) |           | Flurstück 204                                           |    |
| BW                                      | Wohnhaus                       | Am Manger 5 (Karte) |           |                                                         |    |
| BW                                      | Rathaus                        | Am Manger 6 (Karte) |           |                                                         |    |
| BW                                      | Wohnhaus                       | Am Manger 7 (Karte) |           |                                                         |    |
| BW                                      | Wohnhaus                       | Am Manger 9 (Karte) |           |                                                         |    |
| BW                                      | Wohnhaus                       | Backgasse 1 (Karte) |           | Flurstück 27                                            |    |
| BW                                      | Gehöft                         | Bahrastraße 2 (Karte) |           |                                                         |    |
| BW                                      | Wohnhaus                       | Bahrastraße 6 (Karte) |           | Wohnhaus mit Nebengelassen                              |    |
| BW                                      | Wohnhaus                       | Bahrastraße 8 (Karte) |           |                                                         |    |
| BW                                      | Gehöft                         | Bahrastraße 10 (Karte) |           |                                                         |    |
| BW                                      | Wohnhaus                       | Bahrastraße 16 (Karte) |           |                                                         |    |
| BW                                      | Wohnhaus                       | Bahrastraße 18 (Karte) |           | Wohnhaus mit Wirtschaftsgebäude                         |    |
| BW                                      | Wohnhaus                       | Bahrastraße 19 (Karte) |           | Wohnhaus mit Nebengabäude                               |    |
| BW                                      | Gehöft                         | Bahrastraße 20 (Karte) |           |                                                         |    |
| BW                                      | Wohnhaus                       | Große Keh 1 (Karte) |           | Flurstück 345/3                                         |    |
| BW                                      | Wohnhaus                       | Große Keh 5 (Karte) |           | Flurstück 342/6                                         |    |
| weitere Bilder Fotos hochladen          | Evangelische Kirche St. Petrus | Behrungen, Kirchweg 6 (Karte) |           | Kirche samt künstlerischer Ausstattung                  |    |
| BW                                      | Kirchhof                       | Behrungen, Kirchweg 6 (Karte) |           |                                                         |    |
| Direkt Bild zu diesem Denkmal hochladen | Wohnhaus                       | Kirchgasse 122 |           | evtl. auch Kirchweg oder Steinweg                       |    |
| BW                                      | Wohnhaus                       | Kirchweg 2 (Karte) |           | Wohnhaus mit Wirtschaftsgebäude, Flurstücke 299 und 300 |    |
| BW                                      | Pfarrhaus                      | Kirchweg 13 (Karte) |           | Pfarrhaus mit Ausstattung, Flurstück 278/6              |    |
| BW                                      | Wohnhaus                       | Lorenzengasse 10 (Karte) |           | Flurstück 133/3                                         |    |
| BW                                      | Wohnhaus                       | Lorenzengasse 14 (Karte) |           | Flurstück 126/6                                         |    |
| BW                                      | Margretbrunnen                 | Behrungen, Steinweg o. Nr. (Karte) |           |                                                         |    |
| BW                                      | Wohnhaus                       | Behrungen, Steinweg 3 (Karte) |           |                                                         |    |
| BW                                      | Wohnhaus                       | Behrungen, Steinweg 10 (Karte) |           |                                                         |    |
| Fotos hochladen                         | Schule, ehemaliges Amtshaus    | Steinweg 12 (Karte) |           | ehemaliges Amtshaus, jetzt Schule                       |    |
| BW                                      | Wohnhaus                       | Behrungen, Steinweg 16 (Karte) |           |                                                         |    |
| BW                                      | Wohnhaus                       | Behrungen, Steinweg 18 (Karte) |           |                                                         |    |
| BW                                      | Wohnhaus                       | Behrungen, Steinweg 20 (Karte) |           |                                                         |    |
| BW                                      | Wohnhaus                       | Behrungen, Steinweg 22 (Karte) |           |                                                         |    |
| Fotos hochladen                         | Grenzsteine                    | Zollstock,Flurstück 2246/16 |           |                                                         |    |
| Direkt Bild zu diesem Denkmal hochladen | Grenzsteine                    | Territorialgrenze Bayern-Thüringen, Flurstück 1713/7 |           |                                                         |    |
| Fotos hochladen                         | Grenzsäule                     | Grenzabschnitt 44, Grenzzug b/c, Flurstück 2246/17 |           |                                                         |    |
| Direkt Bild zu diesem Denkmal hochladen | Grenzsäule                     | Behrungen, Dippachsleite, Flurstück 1970/7 |           |                                                         |    |
| BW                                      | Grenzbefestigungsanlage        | Flurstücke 1716/1 (Teilfläche), 1728, 1731/2 (Teilflächen), 1733/0, 1734/6, 1879/4, 1879/5, 2246/16, 1717, 1733 / 0, 1734 / 6, 1748 / 0, 1750 / 0, 1879 / 4, 1879 / 5 (Karte) | 2003      | Deutsch-Deutsches Freilandmuseum                        |    |

### Berkach
| Bild                                    | Bezeichnung                    | Lage | Datierung | Beschreibung    | ID |
| --------------------------------------- | ------------------------------ | --- | --------- | --------------- | -- |
| Direkt Bild zu diesem Denkmal hochladen | Hoftor                         | Berkach, Berkacher Hauptstraße o. Nr.                                                                     |           |                 |    |
| BW                                      | Wegweiserstein                 | Berkach, Berkacher Hauptstraße o. Nr., Flurstück 261/27 (Karte)                                           |           |                 |    |
| Fotos hochladen                         | Gefallenendenkmal 1. Weltkrieg | Berkach, Hauptstraße o. Nr., vor der Kirche (Karte)                                                       |           |                 |    |
| Direkt Bild zu diesem Denkmal hochladen | Torpfosten                     | Berkach, Hauptstraße 53                                                                                   |           |                 |    |
| Direkt Bild zu diesem Denkmal hochladen | Wohnhaus                       | Berkach, Hauptstraße 61                                                                                   |           |                 |    |
| BW                                      | Gehöft (Bienenhaus)            | Berkach, Hauptstraße 64 (Karte)                                                                           |           |                 |    |
| BW                                      | Wohnhaus                       | Berkach, Hinterdorf 1 (Karte)                                                                             |           |                 |    |
| BW                                      | Torbau mit Portal              | Berkach, Hinterdorf 52 (alt), 4 (neu) (Karte)                                                             |           |                 |    |
| Direkt Bild zu diesem Denkmal hochladen | Torpfosten und Portal          | Berkach, Hinterdorf 12                                                                                    |           |                 |    |
| BW                                      | Gehöft                         | Berkach, Hinterdorf 15 (Karte)                                                                            |           |                 |    |
| weitere Bilder Fotos hochladen          | Synagoge                       | Berkach, Mühlfelder Straße 4 (Karte)                                                                      |           |                 |    |
| weitere Bilder Fotos hochladen          | Jüdische Schule                | Berkach, Mühlfelder Straße 6 (Karte)                                                                      |           |                 |    |
| Direkt Bild zu diesem Denkmal hochladen | Feuerwehrgerätehaus            | Berkach, Pfarrgasse 65                                                                                    |           |                 |    |
| BW                                      | Pfarrhof                       | Berkach, Pfarrgasse 66 (Karte)                                                                            |           |                 |    |
| weitere Bilder Fotos hochladen          | Evangelische Kirche St. Marien | Berkach, Pfarrgasse 8 (Karte)                                                                             |           | mit Ausstattung |    |
| BW                                      | Kirchhof                       | Berkach, Pfarrgasse 8 (Karte)                                                                             |           |                 |    |
| BW                                      | Kirchhofmauer                  | Berkach, Pfarrgasse 8 (Karte)                                                                             |           |                 |    |
| BW                                      | Mikwe                          | Berkach, Poststraße o. Nr., im Hinterdorf (Karte)                                                         |           |                 |    |
| weitere Bilder Fotos hochladen          | Beobachtungsturm               | Berkach, Sondheimer Straße o. Nr., Flurstück 275/144 (Karte)                                              |           |                 |    |
| Direkt Bild zu diesem Denkmal hochladen | Grenzanlage                    | Berkach, Sondheimer Straße o. Nr., Flurstück 275/144                                                      |           |                 |    |
| Direkt Bild zu diesem Denkmal hochladen | Hoftürpfosten                  | Berkach, Unterdorf 28                                                                                     |           |                 |    |
| Direkt Bild zu diesem Denkmal hochladen | Grenzstein(e)                  | Berkach, Richtung Sondheim                                                                                |           |                 |    |
| weitere Bilder Fotos hochladen          | Wegweiserstein                 | Berkach, Richtung Sondheim (Karte)                                                                        |           |                 |    |
| weitere Bilder Fotos hochladen          | Jüdischer Friedhof             | Berkach, südöstlich der Ortschaft an der alten Behrunger Straße, Feldflur oberhalb des Rothrasens (Karte) |           |                 |    |

### Bibra
| Bild                           | Bezeichnung                                                       | Lage                                                                     | Datierung | Beschreibung                           | ID |
| ------------------------------ | ----------------------------------------------------------------- | ------------------------------------------------------------------------ | --------- | -------------------------------------- | -- |
| BW                             | Herrschaftsfriedhof mit Umfriedung, altem Baumbestand und Gräbern | Bibra, Aschengasse o. Nr., Flurstück 73/6 (Karte)                        |           |                                        |    |
| BW                             | Gefallenendenkmal                                                 | Bibra, Aschengasse 12 (Karte)                                            |           |                                        |    |
| BW                             | Brunnen                                                           | Bibra, Aschengasse 12, auf dem Gemeindefriedhof (Karte)                  |           |                                        |    |
| BW                             | Gemeindefriedhof                                                  | Bibra, Aschengasse 12 (Karte)                                            |           |                                        |    |
| BW                             | Ehemalige Mikwe                                                   | Bibra, Bibraer Straße o. Nr., Flurstück 251/2 (Karte)                    |           |                                        |    |
| BW                             | Gehöft                                                            | Bibra, Bibraer Straße 17 (Karte)                                         |           |                                        |    |
| BW                             | Wohnhaus                                                          | Bibra, Bibraer Straße 25 (Karte)                                         |           |                                        |    |
| weitere Bilder Fotos hochladen | Herrenhaus, sogenanntes Unteres Schloss                           | Bibra, Bibraer Straße 29 (Karte)                                         |           |                                        |    |
| BW                             | Ehemalige Synagoge                                                | Bibra, Bibraer Straße 30 (Karte)                                         |           |                                        |    |
| BW                             | Wohnhaus                                                          | Bibra, Bibraer Straße 38 (Karte)                                         |           |                                        |    |
| weitere Bilder Fotos hochladen | Burg Bibra                                                        | Bibra, Burgweg 2 (Karte)                                                 |           |                                        |    |
| BW                             | Brunnen                                                           | Bibra, Obere Dorfstraße o. Nr., Flurstück 251/2 (Karte)                  |           |                                        |    |
| BW                             | Brunnentränke mit Pumpe                                           | Bibra, Obere Dorfstraße o. Nr.; Bibraer Straße; Flurstück 138/13 (Karte) |           |                                        |    |
| BW                             | Pfarrhof                                                          | Bibra, Obere Dorfstraße 1 (Karte)                                        |           |                                        |    |
| Fotos hochladen                | Gemeinschaftsschule Grabfeld                                      | Bibra, Obere Dorfstraße 4 (Karte)                                        |           |                                        |    |
| weitere Bilder Fotos hochladen | Evangelische Kirche St. Leo                                       | Bibra, Obere Dorfstraße 5; Sankt-Leo-Straße (Karte)                      |           | Kirche samt künstlerischer Ausstattung |    |
| BW                             | Kirchhof                                                          | Bibra, Obere Dorfstraße 5; Sankt-Leo-Straße (Karte)                      |           |                                        |    |
| BW                             | Einfriedung                                                       | Bibra, Obere Dorfstraße 5; Sankt-Leo-Straße (Karte)                      |           |                                        |    |
| BW                             | Gehöft                                                            | Bibra, Sankt-Leo-Straße 23; Arnsbergweg (Karte)                          |           |                                        |    |
| BW                             | Backhaus                                                          | Bibra, Untere Dorfstraße o. Nr., Flurstück 138/13 (Karte)                |           |                                        |    |
| BW                             | Wohnhaus                                                          | Bibra, Untere Dorfstraße 3 (Karte)                                       |           |                                        |    |
| BW                             | Wohnhaus                                                          | Bibra, Untere Dorfstraße 21 (Karte)                                      |           |                                        |    |
| Fotos hochladen                | Wegweiserstein                                                    | Bibra, L 2627 Richtung Wölfershausen, Flurstück 756 (Karte)              |           |                                        |    |
| BW                             | Flurstein                                                         | Bibra, L 2627 Richtung Wölfershausen, Flurstück 761/6 (Karte)            |           |                                        |    |

### Exdorf
| Bild                                    | Bezeichnung         | Lage                              | Datierung | Beschreibung                           | ID |
| --------------------------------------- | ------------------- | --------------------------------- | --------- | -------------------------------------- | -- |
| Fotos hochladen                         | Backhaus            | Exdorf, Am Roßbach 1 (Karte)      |           |                                        |    |
| BW                                      | Wohnhaus            | Exdorf, Cronlachstraße 30 (Karte) |           | mit Innenausstattung                   |    |
| BW                                      | Torbogen            | Exdorf, Cronlachstraße 30 (Karte) |           |                                        |    |
| Direkt Bild zu diesem Denkmal hochladen | Gehöft              | Exdorf, Dorfstraße 7              |           |                                        |    |
| Direkt Bild zu diesem Denkmal hochladen | Wohnhaus            | Exdorf, Dorfstraße 12             |           |                                        |    |
| Direkt Bild zu diesem Denkmal hochladen | Gehöft              | Exdorf, Dorfstraße 13             |           |                                        |    |
| Direkt Bild zu diesem Denkmal hochladen | Wohnhaus            | Exdorf, Dorfstraße 14             |           | mit Innenausstattung                   |    |
| Direkt Bild zu diesem Denkmal hochladen | Gehöft              | Exdorf, Dorfstraße 57             |           |                                        |    |
| Direkt Bild zu diesem Denkmal hochladen | Wohnhaus            | Exdorf, Dorfstraße 79             |           |                                        |    |
| BW                                      | Wohnhaus            | Exdorf, Frankengasse 1 (Karte)    |           |                                        |    |
| BW                                      | Lindenplatz         | Exdorf, Kirchgasse o. Nr. (Karte) |           |                                        |    |
| Direkt Bild zu diesem Denkmal hochladen | Dorfbrunnen         | Exdorf, Kirchgasse o. Nr.         |           |                                        |    |
| BW                                      | Wohnhaus            | Exdorf, Kirchgasse 5 (Karte)      |           |                                        |    |
| BW                                      | Kegelbahn           | Exdorf, Kirchgasse 5 (Karte)      |           |                                        |    |
| weitere Bilder Fotos hochladen          | Evangelische Kirche | Exdorf, Kirchgasse 10 (Karte)     |           | Kirche samt künstlerischer Ausstattung |    |
| BW                                      | Kirchhof            | Exdorf, Kirchgasse 10 (Karte)     |           |                                        |    |
| BW                                      | Kirchhofmauer       | Exdorf, Kirchgasse 10 (Karte)     |           |                                        |    |
| Direkt Bild zu diesem Denkmal hochladen | Wohnhaus            | Exdorf, Roßbachstraße 32a         |           |                                        |    |
| Direkt Bild zu diesem Denkmal hochladen | Werkstatt           | Exdorf, Roßbachstraße 32a         |           |                                        |    |
| Direkt Bild zu diesem Denkmal hochladen | Gemeindehaus        | Exdorf, Roßbachstraße 33          |           |                                        |    |

### Jüchsen
| Bild                                    | Bezeichnung                            | Lage                                 | Datierung | Beschreibung                           | ID |
| --------------------------------------- | -------------------------------------- | ------------------------------------ | --------- | -------------------------------------- | -- |
| Direkt Bild zu diesem Denkmal hochladen | Kellerhaus                             | Jüchsen, Am Rangenberg               |           |                                        |    |
| weitere Bilder Fotos hochladen          | Evangelische Kirche St. Peter und Paul | Jüchsen, Gutsstraße o. Nr. (Karte)   |           | Kirche samt künstlerischer Ausstattung |    |
| BW                                      | Kirchhof                               | Jüchsen, Gutsstraße o. Nr. (Karte)   |           |                                        |    |
| Fotos hochladen                         | Gutshof, ehemaliges Kammergut          | Jüchsen, Gutsstraße 1-3 (Karte)      |           |                                        |    |
| BW                                      | Alte Schule                            | Jüchsen, Gutsstraße 2 (Karte)        |           |                                        |    |
| BW                                      | Brunnentrog                            | Jüchsen, Markt (Karte)               |           |                                        |    |
| BW                                      | Gefallenendenkmal 1870/1871            | Jüchsen, Markt o. Nr. (Karte)        |           |                                        |    |
| BW                                      | Brauhaus                               | Jüchsen, Markt 1 (Karte)             |           |                                        |    |
| Direkt Bild zu diesem Denkmal hochladen | Backhaus                               | Jüchsen, Markt 6                     |           |                                        |    |
| Fotos hochladen                         | Wohnhaus                               | Jüchsen, Markt 6 (Karte)             |           |                                        |    |
| BW                                      | Wohnhaus                               | Jüchsen, Markt 9 (Karte)             |           |                                        |    |
| BW                                      | Transformatorenturm                    | Jüchsen, Meininger Straße (Karte)    |           |                                        |    |
| BW                                      | Wegweiserstein                         | Jüchsen, Meininger Straße (Karte)    |           |                                        |    |
| BW                                      | Wohnhaus                               | Jüchsen, Meininger Straße 28 (Karte) |           |                                        |    |
| BW                                      | Pfarrhaus                              | Jüchsen, Pfarrgasse 2 (Karte)        |           |                                        |    |
| BW                                      | Backhaus                               | Jüchsen, Queckgasse o. Nr. (Karte)   |           | mit Ausstattung                        |    |
| BW                                      | Brauhaus                               | Jüchsen, Queckgasse 17 (Karte)       |           | mit Ausstattung, Keller                |    |
| BW                                      | Wohnhaus                               | Jüchsen, Queckgasse 28 (Karte)       |           |                                        |    |
| BW                                      | Nebengelass                            | Jüchsen, Queckgasse 28 (Karte)       |           |                                        |    |
| BW                                      | Wohnhaus                               | Jüchsen, Queckgasse 4 (Karte)        |           |                                        |    |
| BW                                      | Scheune                                | Jüchsen, Queckgasse 4 (Karte)        |           |                                        |    |
| BW                                      | Kellerhaus                             | Jüchsen, Schafgasse (Karte)          |           |                                        |    |
| BW                                      | Stall                                  | Jüchsen, Schafgasse (Karte)          |           |                                        |    |
| BW                                      | Wohnhaus                               | Jüchsen, Schafgasse 1 (Karte)        |           |                                        |    |
| BW                                      | Gasthaus                               | Jüchsen, Schafgasse 6 (Karte)        |           |                                        |    |
| Direkt Bild zu diesem Denkmal hochladen | Saalanbau                              | Jüchsen, Schafgasse 6                |           |                                        |    |
| Direkt Bild zu diesem Denkmal hochladen | Kelleranlage                           | Jüchsen, Schafgasse 6                |           |                                        |    |
| BW                                      | Gehöft                                 | Jüchsen, Tannenberg 2 (Karte)        |           |                                        |    |
| Fotos hochladen                         | Gottesackerkirche                      | Jüchsen, Tannenberg 21 (Karte)       |           | mit Ausstattung                        |    |
| BW                                      | Kirchhof                               | Jüchsen, Tannenberg 21 (Karte)       |           |                                        |    |
| BW                                      | Mauer                                  | Jüchsen, Tannenberg 21 (Karte)       |           |                                        |    |
| BW                                      | Torbogen                               | Jüchsen, Tannenberg 21 (Karte)       |           |                                        |    |
| BW                                      | Leichenhalle                           | Jüchsen, Tannenberg 21 (Karte)       |           |                                        |    |
| BW                                      | Wohnhaus                               | Jüchsen, Trockengasse 7 (Karte)      |           |                                        |    |
| BW                                      | Wohnhaus                               | Jüchsen, Vachdorfer Straße 7 (Karte) |           |                                        |    |
| BW                                      | Wohnhaus                               | Jüchsen, Vachdorfer Straße 9 (Karte) |           |                                        |    |
| Direkt Bild zu diesem Denkmal hochladen | Backhaus                               | Jüchsen, Wassergasse                 |           |                                        |    |
| Direkt Bild zu diesem Denkmal hochladen | Keller                                 | Jüchsen, Wassergasse 14              |           |                                        |    |
| BW                                      | Wohnhaus                               | Jüchsen, Wassergasse 24 (Karte)      |           |                                        |    |

### Nordheim
| Bild                                    | Bezeichnung               | Lage                                                  | Datierung | Beschreibung                           | ID |
| --------------------------------------- | ------------------------- | ----------------------------------------------------- | --------- | -------------------------------------- | -- |
| BW                                      | Wohnhaus                  | Nordheim, Ecke 6 (Karte)                              |           |                                        |    |
| BW                                      | Brunnenschale             | Nordheim, Hauptstraße o. Nr. (Karte)                  |           |                                        |    |
| Direkt Bild zu diesem Denkmal hochladen | Wohnhaus                  | Nordheim, Hauptstraße 34                              |           |                                        |    |
| Direkt Bild zu diesem Denkmal hochladen | Wohnhaus                  | Nordheim, Hauptstraße 38                              |           |                                        |    |
| Direkt Bild zu diesem Denkmal hochladen | Wohnhaus                  | Nordheim, Hauptstraße 47                              |           |                                        |    |
| Direkt Bild zu diesem Denkmal hochladen | Wohnhaus                  | Nordheim, Hirtentor 22                                |           |                                        |    |
| BW                                      | Wohnhaus                  | Nordheim, Hirtentor 23 (alt), Flurstück 153/4 (Karte) |           |                                        |    |
| BW                                      | Wohnhaus                  | Nordheim, Hirtentor 68 (alt), Flurstück 153/4 (Karte) |           |                                        |    |
| weitere Bilder Fotos hochladen          | Kirche                    | Nordheim, Rathausstraße 9 (Karte)                     |           | Kirche samt künstlerischer Ausstattung |    |
| BW                                      | Umwehrung                 | Nordheim, Rathausstraße 9 (Karte)                     |           |                                        |    |
| weitere Bilder Fotos hochladen          | Rathaus                   | Nordheim, Rathausstraße 22 (Karte)                    |           |                                        |    |
| BW                                      | Schloßscheune             | Nordheim, Schloßgasse 8 (Karte)                       |           |                                        |    |
| Fotos hochladen                         | Brunnen                   | Nordheim, Schloßgasse o. Nr. (Karte)                  |           |                                        |    |
| BW                                      | Wohnhaus und Keller       | Nordheim, Straße zur Ecke 4 (Karte)                   |           |                                        |    |
| BW                                      | Torpfosten und Umfriedung | Nordheim, Straße nach Berkach (Karte)                 |           |                                        |    |

### Obendorf
| Bild                                    | Bezeichnung     | Lage                                | Datierung | Beschreibung | ID |
| --------------------------------------- | --------------- | ----------------------------------- | --------- | ------------ | -- |
| BW                                      | Brunnen         | Obendorf, Gasse o. Nr. (Karte)      |           |              |    |
| BW                                      | Backhaus        | Obendorf, Gasse 27 (Karte)          |           |              |    |
| Direkt Bild zu diesem Denkmal hochladen | Kellerhaus      | Obendorf, Zum Schwanberg o. Nr.     |           |              |    |
| BW                                      | Simultangebäude | Obendorf, Zum Schwanberg 25 (Karte) |           |              |    |
| Direkt Bild zu diesem Denkmal hochladen | Glocke          | Obendorf                            |           |              |    |
| BW                                      | Brunnen         | Obendorf (Karte)                    |           |              |    |

### Queienfeld
| Bild                                    | Bezeichnung                          | Lage                                                            | Datierung | Beschreibung    | ID |
| --------------------------------------- | ------------------------------------ | --------------------------------------------------------------- | --------- | --------------- | -- |
| BW                                      | Katzenbrunnen                        | Queienfeld, Bachgasse (Karte)                                   |           |                 |    |
| BW                                      | Pfarrhaus                            | Queienfeld, Bachgasse 42; Am Pfarrgarten (Karte)                |           |                 |    |
| BW                                      | Nebengelass                          | Queienfeld, Bachgasse 42; Am Pfarrgarten (Karte)                |           |                 |    |
| BW                                      | Wohnhaus                             | Queienfeld, Bachgasse 44, vormals 78 A, Flurstück 183/1 (Karte) |           |                 |    |
| Direkt Bild zu diesem Denkmal hochladen | Wohnhaus                             | Queienfeld, Bachgasse 79                                        |           |                 |    |
| Direkt Bild zu diesem Denkmal hochladen | Wohnhaus                             | Queienfeld, Bachgasse 86                                        |           |                 |    |
| Direkt Bild zu diesem Denkmal hochladen | Nebengelass                          | Queienfeld, Bachgasse 86                                        |           |                 |    |
| Direkt Bild zu diesem Denkmal hochladen | Wohnhaus                             | Queienfeld, Bachgasse 87                                        |           |                 |    |
| Direkt Bild zu diesem Denkmal hochladen | Scheune                              | Queienfeld, Bachgasse 87                                        |           |                 |    |
| Direkt Bild zu diesem Denkmal hochladen | Wohnhaus                             | Queienfeld, Bachgasse 112                                       |           |                 |    |
| Direkt Bild zu diesem Denkmal hochladen | Wohnhaus                             | Queienfeld, Bachgasse 113                                       |           |                 |    |
| Direkt Bild zu diesem Denkmal hochladen | Nebengelass                          | Queienfeld, Bachgasse 113                                       |           |                 |    |
| Direkt Bild zu diesem Denkmal hochladen | Wohnhaus                             | Queienfeld, Bachgasse 114                                       |           |                 |    |
| Direkt Bild zu diesem Denkmal hochladen | Wohnhaus                             | Queienfeld, Hauptstraße 14                                      |           |                 |    |
| Direkt Bild zu diesem Denkmal hochladen | Nebengelass                          | Queienfeld, Hauptstraße 14                                      |           |                 |    |
| Direkt Bild zu diesem Denkmal hochladen | Schule                               | Queienfeld, Hauptstraße 15a                                     |           |                 |    |
| Direkt Bild zu diesem Denkmal hochladen | Wohnhaus                             | Queienfeld, Hauptstraße 20                                      |           |                 |    |
| Direkt Bild zu diesem Denkmal hochladen | Wohnhaus                             | Queienfeld, Hauptstraße 24                                      |           |                 |    |
| Direkt Bild zu diesem Denkmal hochladen | Nebengelass                          | Queienfeld, Hauptstraße 24                                      |           |                 |    |
| Direkt Bild zu diesem Denkmal hochladen | Wohnhaus                             | Queienfeld, Hauptstraße 26                                      |           |                 |    |
| Direkt Bild zu diesem Denkmal hochladen | Wohnhaus                             | Queienfeld, Hauptstraße 28                                      |           |                 |    |
| Direkt Bild zu diesem Denkmal hochladen | Wohnhaus                             | Queienfeld, Hauptstraße 29                                      |           |                 |    |
| Direkt Bild zu diesem Denkmal hochladen | Wohnhaus                             | Queienfeld, Schmiedegasse 66                                    |           |                 |    |
| Direkt Bild zu diesem Denkmal hochladen | Wohnhaus                             | Queienfeld, Sorge 145                                           |           |                 |    |
| Direkt Bild zu diesem Denkmal hochladen | Nebengelass                          | Queienfeld, Sorge 145                                           |           |                 |    |
| Direkt Bild zu diesem Denkmal hochladen | Scheune                              | Queienfeld, Wolfmannshäuser Straße 64                           |           |                 |    |
| Direkt Bild zu diesem Denkmal hochladen | Scheune                              | Queienfeld, Wüstegasse 96                                       |           |                 |    |
| BW                                      | Schmiedebrunnen                      | Queienfeld, Zum Queienberg o. Nr., Flurstück 212/11 (Karte)     |           |                 |    |
| BW                                      | Feuerwehrgerätehaus                  | Queienfeld, Zum Queienberg o. Nr. (Karte)                       |           |                 |    |
| BW                                      | Wohnhaus                             | Queienfeld, Zum Queienberg 1, Flurstück 1/3 (Karte)             |           |                 |    |
| weitere Bilder Fotos hochladen          | Evangelische Kirche Zur-Hilfe-Gottes | Queienfeld, Zum Queienberg 10 (Karte)                           |           | mit Ausstattung |    |
| BW                                      | Umwehrung                            | Queienfeld, Zum Queienberg 10 (Karte)                           |           |                 |    |
| BW                                      | Gaden                                | Queienfeld, Zum Queienberg 10 (Karte)                           |           |                 |    |
| BW                                      | Wohnhaus                             | Queienfeld, Zum Queienberg 15, Flurstück 20/2 (Karte)           |           |                 |    |
| BW                                      | Scheune                              | Queienfeld, Zum Queienberg 15, Flurstück 20/2 (Karte)           |           |                 |    |
| BW                                      | Gehöft                               | Queienfeld, Zum Queienberg 24, vormals Hauptstraße 72 (Karte)   |           |                 |    |

### Rentwertshausen
| Bild                                    | Bezeichnung                               | Lage                                          | Datierung | Beschreibung                           | ID |
| --------------------------------------- | ----------------------------------------- | --------------------------------------------- | --------- | -------------------------------------- | -- |
| Direkt Bild zu diesem Denkmal hochladen | Villa, ehemals Fabrikantenvilla Teuschler | Rentwertshausen, Am Sägewerk 1                |           |                                        |    |
| Direkt Bild zu diesem Denkmal hochladen | Wohnhaus                                  | Rentwertshausen, Bahnhofstraße                |           |                                        |    |
| BW                                      | Bahnhof                                   | Rentwertshausen, Bahnhofstraße 26 (Karte)     |           |                                        |    |
| Direkt Bild zu diesem Denkmal hochladen | Gasthaus Zur Eisenbahn                    | Rentwertshausen, Bahnhofstraße 52             |           |                                        |    |
| BW                                      | Wohnhaus                                  | Rentwertshausen, Hauptstraße 1 (Karte)        |           |                                        |    |
| BW                                      | Gehöft                                    | Rentwertshausen, Hauptstraße 3 (Karte)        |           |                                        |    |
| Direkt Bild zu diesem Denkmal hochladen | Wohnhaus                                  | Rentwertshausen, Hauptstraße 7                |           |                                        |    |
| BW                                      | Scheune                                   | Rentwertshausen, Hauptstraße 9 (Karte)        |           |                                        |    |
| Fotos hochladen                         | Brunnen                                   | Rentwertshausen, Heurichstraße o. Nr. (Karte) |           |                                        |    |
| Direkt Bild zu diesem Denkmal hochladen | Tagelöhnerhaus                            | Rentwertshausen, Heurichstraße 31             |           |                                        |    |
| Direkt Bild zu diesem Denkmal hochladen | Wirtschaftsgebäude                        | Rentwertshausen, Heurichstraße 31             |           |                                        |    |
| Direkt Bild zu diesem Denkmal hochladen | Gehöft                                    | Rentwertshausen, Heurichstraße 42             |           |                                        |    |
| Direkt Bild zu diesem Denkmal hochladen | Tagelöhnerhaus                            | Rentwertshausen, Heurichstraße 43             |           |                                        |    |
| Direkt Bild zu diesem Denkmal hochladen | Wirtschaftsgebäude                        | Rentwertshausen, Heurichstraße 43             |           |                                        |    |
| BW                                      | Schloss                                   | Rentwertshausen, Heurichstraße 50 (Karte)     |           |                                        |    |
| BW                                      | Torpfosten                                | Rentwertshausen, Heurichstraße 50 (Karte)     |           |                                        |    |
| Direkt Bild zu diesem Denkmal hochladen | Mauer                                     | Rentwertshausen, Heurichstraße 50             |           |                                        |    |
| BW                                      | Baumbestand                               | Rentwertshausen, Heurichstraße 50 (Karte)     |           |                                        |    |
| BW                                      | Evangelische Kirche                       | Rentwertshausen, Kirchplatz o. Nr. (Karte)    |           | Kirche samt künstlerischer Ausstattung |    |
| Direkt Bild zu diesem Denkmal hochladen | Wohnhaus und Schule                       | Rentwertshausen, Kirchplatz 29                |           |                                        |    |
| Direkt Bild zu diesem Denkmal hochladen | Scheune                                   | Rentwertshausen, Kirchplatz 30                |           |                                        |    |

### Schwickershausen
| Bild                                    | Bezeichnung          | Lage                                                                    | Datierung | Beschreibung                                                                                          | ID |
| --------------------------------------- | -------------------- | ----------------------------------------------------------------------- | --------- | --- | -- |
| BW                                      | Wegweiserstein       | Schwickershausen, Alte Weinstraße, westl.von Alte Weinstraße 12 (Karte) |           | |    |
| Direkt Bild zu diesem Denkmal hochladen | Wohnhaus und Scheune | Schwickershausen, Alte Weinstraße o. Nr., Flurstück 3/8                 |           | Flurstück neu bebaut                                                                                  |    |
| BW                                      | Wohnhaus             | Schwickershausen, Alte Weinstraße 13 (Karte)                            |           | |    |
| BW                                      | Stützmauer           | Schwickershausen, Alte Weinstraße 18 (Karte)                            |           | |    |
| BW                                      | Scheune              | Schwickershausen, Alte Weinstraße 18 (Karte)                            |           | |    |
| BW                                      | Schmiede             | Schwickershausen, Alte Weinstraße 23 (Karte)                            |           | |    |
| BW                                      | Wohnhaus             | Schwickershausen, Hopfgarten 4 (Karte)                                  |           | |    |
| BW                                      | Gehöft               | Schwickershausen, Hopfgarten 9 (Karte)                                  |           | |    |
| BW                                      | Stützmauer           | Schwickershausen, Schloßgartenweg 1 (Karte)                             |           | |    |
| BW                                      | Scheune              | Schwickershausen, Schloßgartenweg 1 (Karte)                             |           | |    |
| BW                                      | Stützmauer           | Schwickershausen, Schloßgartenweg 2 (Karte)                             |           | |    |
| BW                                      | Keller               | Schwickershausen, Schloßgartenweg 2 (Karte)                             |           | |    |
| BW                                      | Schule               | Schwickershausen, Schloßgartenweg 3 (Karte)                             |           | |    |
| weitere Bilder Fotos hochladen          | Evangelische Kirche  | Schwickershausen, Schloßgartenweg 6 (Karte)                             |           | Kirche samt künstlerischer Ausstattung, auch Bestandteil des Denkmalensembles „Historischer Ortskern“ |    |
| BW                                      | Kirchhof             | Schwickershausen, Schloßgartenweg 6 (Karte)                             |           | |    |
| BW                                      | Kirchhofmauer        | Schwickershausen, Schloßgartenweg 6 (Karte)                             |           | |    |
| BW                                      | Wohnhaus             | Schwickershausen, Schloßgartenweg 7 (Karte)                             |           | |    |
| BW                                      | Wasserschloss        | Schwickershausen, Schloßweg 2 (Karte)                                   |           | |    |
| BW                                      | Wirtschaftsgebäude   | Schwickershausen, Schloßweg 2 (Karte)                                   |           | |    |
| BW                                      | Schlosskeller        | Schwickershausen, Zum Töpfermarkt 1 (Karte)                             |           | |    |
| BW                                      | Wagenremise          | Schwickershausen, Zum Töpfermarkt 1 (Karte)                             |           | |    |
| BW                                      | Wohnhaus             | Schwickershausen, Zum Töpfermarkt 1 (Karte)                             |           | |    |
| BW                                      | Torpfeiler           | Schwickershausen, Zum Töpfermarkt 1 (Karte)                             |           | |    |
| BW                                      | Epitaph              | Schwickershausen, Zum Töpfermarkt 1 (Karte)                             |           | |    |
| BW                                      | Wohnhaus             | Schwickershausen, Zum Töpfermarkt 2 (Karte)                             |           | |    |
| BW                                      | Wohnhaus             | Schwickershausen, Zum Töpfermarkt 3 (Karte)                             |           | |    |
| Direkt Bild zu diesem Denkmal hochladen | Scheune              | Schwickershausen, Zum Töpfermarkt 3                                     |           | |    |
| BW                                      | Wohnhaus             | Schwickershausen, Zum Töpfermarkt 4 (Karte)                             |           | |    |
| BW                                      | Scheune              | Schwickershausen, Zum Töpfermarkt 4 (Karte)                             |           | |    |
| BW                                      | Wohnhaus             | Schwickershausen, Zum Töpfermarkt 5, 7 (Karte)                          |           | |    |
| BW                                      | Gehöft               | Schwickershausen, Zum Töpfermarkt 6 (Karte)                             |           | |    |
| BW                                      | Wohnhaus             | Schwickershausen, Zum Töpfermarkt 11 (Karte)                            |           | |    |
| BW                                      | Scheune              | Schwickershausen, Zum Töpfermarkt 15 (Karte)                            |           | |    |
| BW                                      | Backhaus             | Schwickershausen, nördl. von Hopfengarten 11 (Karte)                    |           | |    |
| BW                                      | Brunnen              | Schwickershausen, Alte Weinstraße/südl. von Schloßgartenweg 5 (Karte)   |           | |    |

### Wölfershausen
| Bild                                    | Bezeichnung    | Lage                                            | Datierung | Beschreibung                           | ID |
| --------------------------------------- | -------------- | ----------------------------------------------- | --------- | -------------------------------------- | -- |
| BW                                      | Tagelöhnerhaus | Wölfershausen, Straße zum Hinterdorf 10 (Karte) |           |                                        |    |
| Direkt Bild zu diesem Denkmal hochladen | Wegweiserstein | Wölfershausen, Wölfershäuser Straße o. Nr.      |           |                                        |    |
| BW                                      | Gehöft         | Wölfershausen, Wölfershäuser Straße 1 (Karte)   |           |                                        |    |
| weitere Bilder Fotos hochladen          | Kirche         | Wölfershausen, Wölfershäuser Straße 37 (Karte)  |           | Kirche samt künstlerischer Ausstattung |    |
| BW                                      | Kirchhof       | Wölfershausen, Wölfershäuser Straße 37 (Karte)  |           |                                        |    |
| BW                                      | Zehnthaus      | Wölfershausen, Wölfershäuser Straße 44 (Karte)  |           |                                        |    |

### Wolfmannshausen
| Bild                                    | Bezeichnung                   | Lage                                                | Datierung | Beschreibung                           | ID |
| --------------------------------------- | ----------------------------- | --------------------------------------------------- | --------- | -------------------------------------- | -- |
| BW                                      | Kruzifix                      | Wolfmannshausen, Am Christgarten (Karte)            |           |                                        |    |
| BW                                      | Wohnhaus                      | Wolfmannshausen, Dorfstraße 1 (Karte)               |           |                                        |    |
| Direkt Bild zu diesem Denkmal hochladen | Wohnhaus                      | Wolfmannshausen, Dorfstraße 51                      |           |                                        |    |
| Direkt Bild zu diesem Denkmal hochladen | Wohnhaus                      | Wolfmannshausen, Dorfstraße 63                      |           |                                        |    |
| Direkt Bild zu diesem Denkmal hochladen | Gehöft                        | Wolfmannshausen, Dorfstraße 79                      |           |                                        |    |
| BW                                      | Kapelle                       | Wolfmannshausen, In den Zeilen o. Nr. (Karte)       |           |                                        |    |
| BW                                      | Backhaus                      | Wolfmannshausen, Kirchgasse - (Karte)               |           |                                        |    |
| Direkt Bild zu diesem Denkmal hochladen | Gehöft                        | Wolfmannshausen, Kirchgasse 108                     |           |                                        |    |
| BW                                      | Bildstock                     | Wolfmannshausen, Mendhäuser Straße o. Nr. (Karte)   |           |                                        |    |
| BW                                      | Stationsweg                   | Wolfmannshausen, Neue Straße - (Karte)              |           |                                        |    |
| BW                                      | Kruzifix                      | Wolfmannshausen, Neue Straße o. Nr. (Karte)         |           |                                        |    |
| weitere Bilder Fotos hochladen          | Kirche St. Ägidius            | Wolfmannshausen, Neue Straße 10 (Karte)             |           | Kirche samt künstlerischer Ausstattung |    |
| BW                                      | Kirchhof                      | Wolfmannshausen, Neue Straße 10 (Karte)             |           |                                        |    |
| BW                                      | Bildstock                     | Wolfmannshausen, Queienfelder Straße o. Nr. (Karte) |           |                                        |    |
| BW                                      | Gefallenendenkmal             | Wolfmannshausen, Queienfelder Straße 120 (Karte)    |           |                                        |    |
| Direkt Bild zu diesem Denkmal hochladen | Pfarrhof                      | Wolfmannshausen, Queienfelder Straße 120            |           |                                        |    |
| Direkt Bild zu diesem Denkmal hochladen | Gehöft                        | Wolfmannshausen, Westenfelder Straße 134            |           |                                        |    |
| Direkt Bild zu diesem Denkmal hochladen | Gehöft                        | Wolfmannshausen, Westenfelder Straße 136            |           |                                        |    |
| Direkt Bild zu diesem Denkmal hochladen | Bildstock                     | Wolfmannshausen                                     |           |                                        |    |
| Direkt Bild zu diesem Denkmal hochladen | Mariensäule                   | Wolfmannshausen                                     |           |                                        |    |
| Direkt Bild zu diesem Denkmal hochladen | Brauhaus mit Innenausstattung | Wolfmannshausen                                     |           |                                        |    |
| BW                                      | Distanzstein                  | Wolfmannshausen (Karte)                             |           |                                        |    |